# Поульсен, Даниэль
Даниэ́ль По́ульсен (дат. Daniel Poulsen) — датский кёрлингист.
В составе мужской сборной Дании участник чемпионатов мира и чемпионатов Европы. В составе  юниорской мужской сборной Дании участник чемпионата мира. Чемпион Дании среди мужчин и юниоров.
Играет в основном на позиции второго.

## Достижения
- Чемпионат Дании по кёрлингу среди мужчин: золото (2020)[3].
- Чемпионат Дании по кёрлингу среди юниоров: золото (2011)[4].

## Команды
| Сезон   | Четвёртый        | Третий                | Второй                     | Первый               | Запасной                                  | Турниры                        |
| ------- | ---------------- | --------------------- | -------------------------- | -------------------- | ----------------------------------------- | ------------------------------ |
| 2008—09 | Троэльс Харри    | Michael Ebsøe         | Даниэль Поульсен           | Nikolaj Maegaard     | тренер: Carsten Blom                      | ЗЕЮОФ 2009 (6 место)           |
| 2010—11 | Мадс Нёргор      | Даниэль Поульсен      | Michael Hørmark            | Nikolaj Maegaard     | Alexander Behrndtz тренер: Carsten Blom   | ЧДЮ 2011 · ЧМЮ 2011 (10 место) |
| 2017—18 | Миккель Краусе   | Мадс Нёргор Расмуссен | Daniel Abrahamsen          | Ульрик Дамм          | Даниэль Поульсен тренер: Кеннет Хертсдаль | ЧЕ 2018 (гр. C)                |
| 2018—19 | Даниэль Поульсен | Каспер Викстен        | Tobias Engelhard Rasmussen | Daniel Munk Buchholt | Мадс Нёргор тренер: Микаэль Квист         | ЧЕ 2018 (11 место)             |
| 2018—19 | Даниэль Поульсен | Оливер Сё             | Nikolaj Maegaard           | Daniel Munk          |                                           |                                |
| 2019—20 | Тобиас Туне      | Каспер Викстен        | Даниэль Поульсен           | Оливер Сё            |                                           | ЧДМ 2020                       |
| 2021—22 | Тобиас Туне      | Каспер Викстен        | Оливер Розенкранс Сё       | Даниэль Поульсен     | Миккель Краусе тренер: Микаэль Квист      | ЧМ 2022 (13 место)             |

(скипы выделены полужирным шрифтом)